# A Good Person
A Good Person es una película dramática estadounidense de 2023 escrita, dirigida y producida por Zach Braff. La película está protagonizada por Florence Pugh, Molly Shannon, Chinaza Uche, Celeste O'Connor y Morgan Freeman.
A Good Person se estrenó en los Estados Unidos en un estreno en cines limitado el 24 de marzo de 2023, antes de un estreno general el 31 de marzo de 2023 por Metro-Goldwyn-Mayer. La película recibió reseñas mixtas de los críticos.

## Reparto
- Florence Pugh como Allison
- Morgan Freeman como Daniel
- Celeste O'Connor como Ryan
- Molly Shannon como Diane
- Chinaza Uche como Nathan
- Zoe Lister-Jones como Simone
- Nichelle Hines como Molly
- Toby Onwumere como Jesse
- Ignacio Diaz-Silverio como Quinn
- Oli Green como Thomas
- Alex Wolff como Mark
- Brian Rojas como Diego
- Ryann Redmond como Becka
- Sydney Morton como Joelle

Otras apariciones incluyen a Drew Gehling como Max, Jessie Mueller como Sandra Keen, Shirley Rumierk como la Dra. González, Cary Brothers como él mismo, Charlene Kaye como bajista y Jackie Hoffman como Belinda.

## Producción

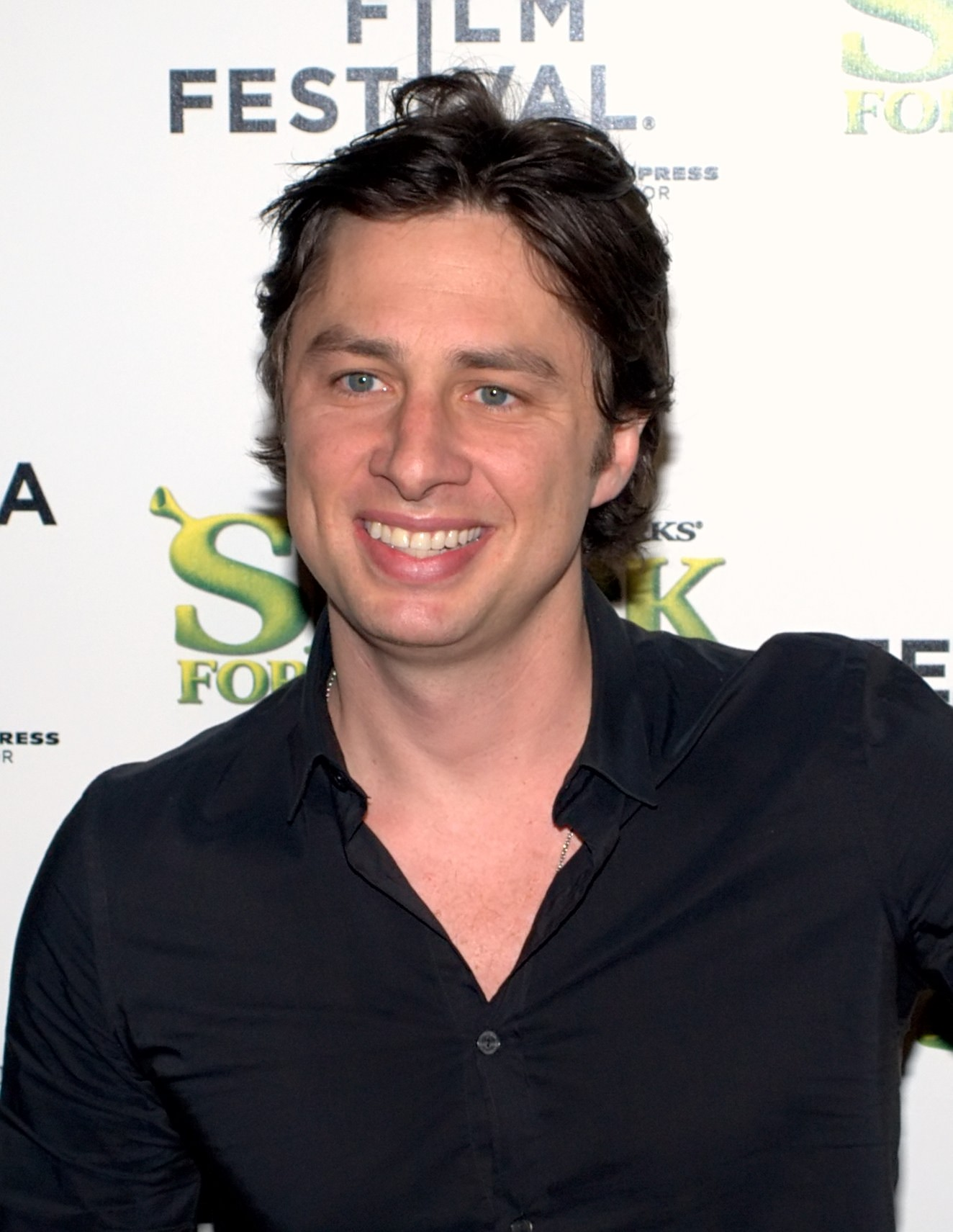
Escritor, director y productor Zach Braff

El 26 de febrero de 2021, se informó que Zach Braff escribiría y dirigiría A Good Person, un drama protagonizado por Florence Pugh y Morgan Freeman. Para marzo de 2021, Metro-Goldwyn-Mayer (MGM) estaba en negociaciones para adquirir los derechos de la película en un acuerdo multimillonario. En septiembre de 2021, se confirmó que MGM produciría y distribuiría la película, con Molly Shannon uniéndose al elenco y Braff y Pugh elegidos para producir.
En julio de 2021, cuando se le preguntó si volvería a dirigir largometrajes, Braff dijo: "Me gustaría hacer más. Simplemente, para bien o para mal, simplemente voy donde me lleva el viento... y luego sucedió la pandemia y escribí este guion. Y luego eso se unió a Florence [Pugh] y Morgan Freeman". La fotografía principal comenzó en octubre de 2021, con Celeste O'Connor, Zoe Lister-Jones, y Chinaza Uche uniéndose al elenco. En noviembre de 2021, el rodaje tuvo lugar en Columbia High School en el condado de Essex, Nueva Jersey.

## Estreno
Fue estrenada de forma limitada el 24 de marzo de 2023, con una expansión a partir del 31 de marzo de 2023. La película tuvo su estreno en la alfombra roja en el Ham Yard Hotel de Londres el 8 de marzo de 2023.